# La font de Bakhtxissarai

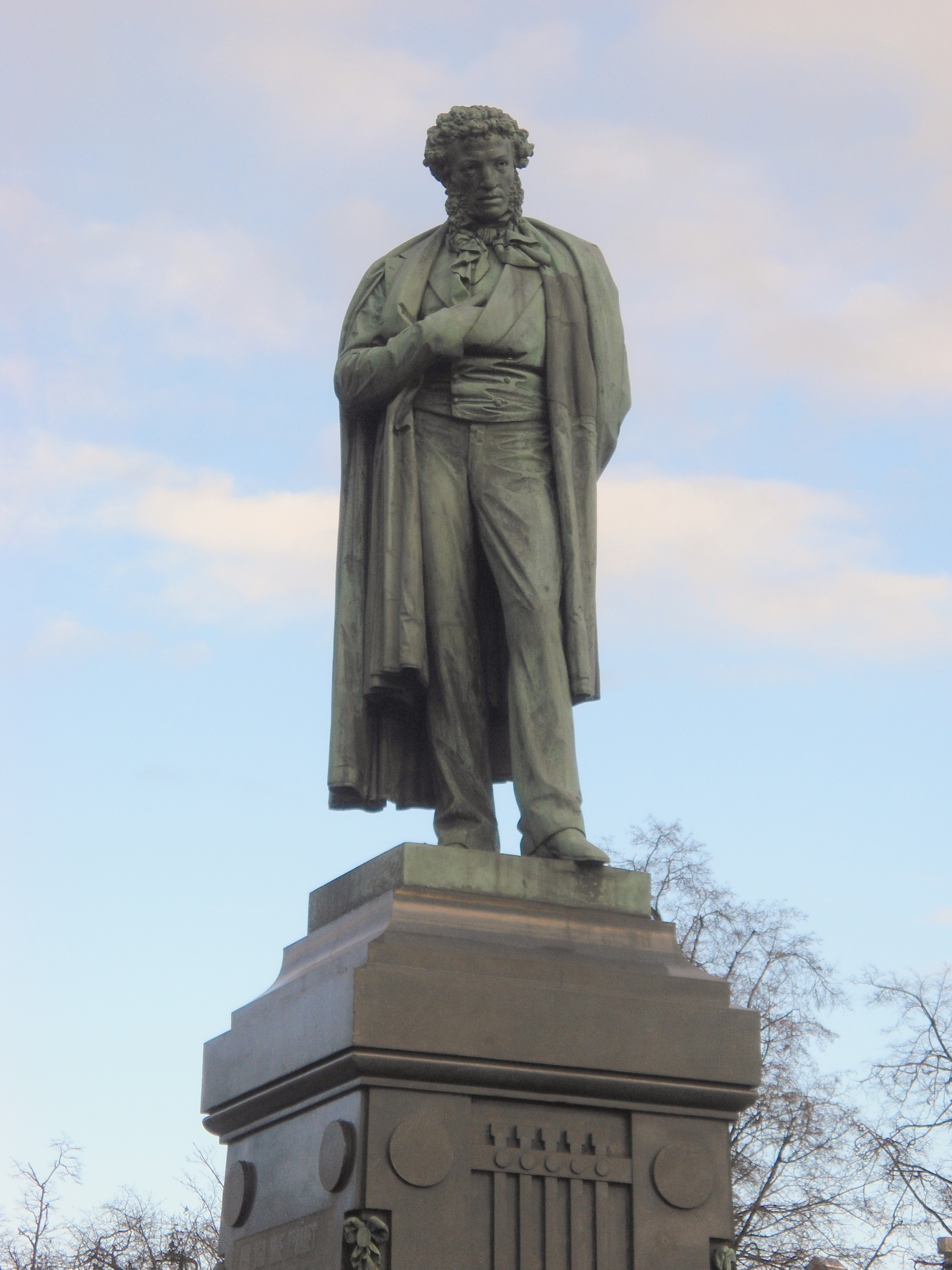
Estàtua de Puixkin a Moscou

La font de Bakhtxissarai (en rus: Бахчисара́йский фонта́н) és un poema d'Aleksandr Puixkin, publicat el 1824.

## Història
Puixkin, exiliat al sud de l'Imperi per les autoritats tsaristes, a causa d'uns poemes jutjats com a massa liberals, visita Bakhtxissarai el 1820, durant un viatge a Crimea en companyia de la família Raievski. El palau dels kans de Crimea ja era famós per la seva font que, segons la llegenda, plorava l'amor d'un príncep musulmà per una de les seves esclaves cristianes del seu harem. Puixkin comença el poema el 1821 i l'acaba el 1823.

## Resum
Maria, una jove polonesa, és tancada a l'harem del kan Guirei. Trista, es nega al seu amo, qui se n'ha enamorat orbament. Aquesta passió causa l'enveja d'una altra esclava, Zarema, de Geòrgia. Malgrat la vigilància dels eunucs, Zarema amenaça de mort Maria. Maria mor misteriosament poc després. Immediatament els eunucs ofeguen Zarema. El príncep, inconsolable, construeix una font, que plorarà eternament en record de l'estimada.